# Metachorischizus
Metachorischizus är ett släkte av steklar. Metachorischizus ingår i familjen brokparasitsteklar.
Kladogram enligt Catalogue of Life:
| Metachorischizus | \| \| Metachorischizus melanotarsus \| \| \| \| \| \| Metachorischizus rufus \| \| \| \| \| \| Metachorischizus unicolor \| \| \| \| |
|                  | \| \| Metachorischizus melanotarsus \| \| \| \| \| \| Metachorischizus rufus \| \| \| \| \| \| Metachorischizus unicolor \| \| \| \| |
|                  | Metachorischizus melanotarsus |
|                  | |
|                  | Metachorischizus rufus |
|                  | |
|                  | Metachorischizus unicolor |
|                  | |